# Claudia Balk
Claudia Balk (geboren als Claudia Dickhoff 1955 in Hamburg) ist eine deutsche Theaterwissenschaftlerin. 

## Leben
Claudia Dickhoff studierte Theaterwissenschaft, Germanistik und Kunstgeschichte in München und wurde 1982 mit einer Dissertation über die Probenarbeit promoviert. Sie wurde 1983 Leiterin der Fotosammlung des Deutschen Theatermuseums in München, an dem sie 1992 zur stellvertretenden Direktorin ernannt wurde. Balk gab ab 1988 die Reihe Regie im Theater im Fischer-Taschenbuch-Verlag heraus.  

## Schriften (Auswahl)
- Probenarbeit, Dokumentation und Analyse eines künstlerischen Prozesses : dargest. am Beispiel d. Münchener Inszenierung von Niccolò Machiavellis "Mandragola". München : Kitzinger, 1984 Zugleich München, Univ., Diss., 1982
- mit Babette Angelaeas: Theaterfotografie : eine Darstellung ihrer Geschichte anhand der Sammlung des Deutschen Theatermuseums. Ausstellungskatalog Deutsches Theatermuseum. München : Hirmer, 1989
- Zemann, Portraits. Ausstellungskatalog Deutsches Theatermuseum. Stuttgart : Wilhelm, 1993
- Theatergöttinnen : inszenierte Weiblichkeit. Ausstellungskatalog Deutsches Theatermuseum. Basel : Stroemfeld, 1994
- Von „Der Sandrock“ zur Adele. Pathos und Komik. Ausstellungskatalog Deutsches Theatermuseum. München : Dt. Theatermuseum, 1997
- mit Brygida Ochaim: Varieté-Tänzerinnen um 1900 : vom Sinnenrausch zur Tanzmoderne. Ausstellungskatalog Deutsches Theatermuseum. Frankfurt am Main : Stroemfeld, 1998
- (Hrsg.): Peter Zadek  / Gabi Vettermann. 2006
- (Hrsg.): Faust-Welten : Goethes Drama auf der Bühne. Ausstellungskatalog Deutsches Theatermuseum. Leipzig : Henschel, 2018
- Regietheater : eine deutsch-österreichische Geschichte. Ausstellungskatalog Deutsches Theatermuseum. Leipzig : Henschel, 2020